# Llista de peixos de Bolívia

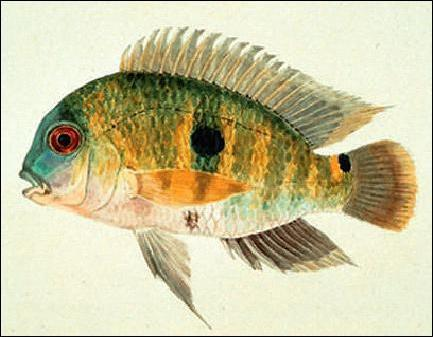
Aequidens viridis

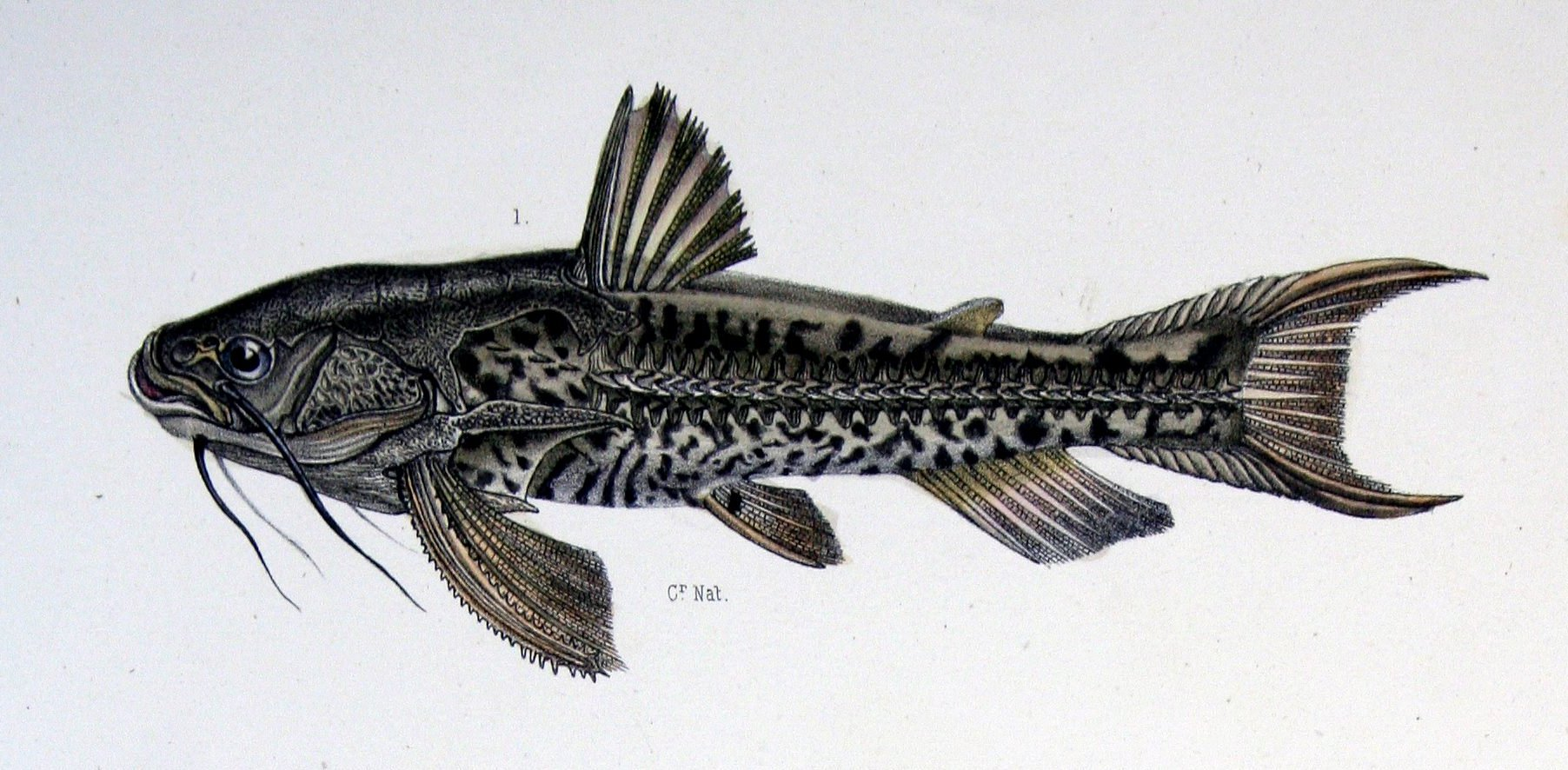
Anadoras weddellii

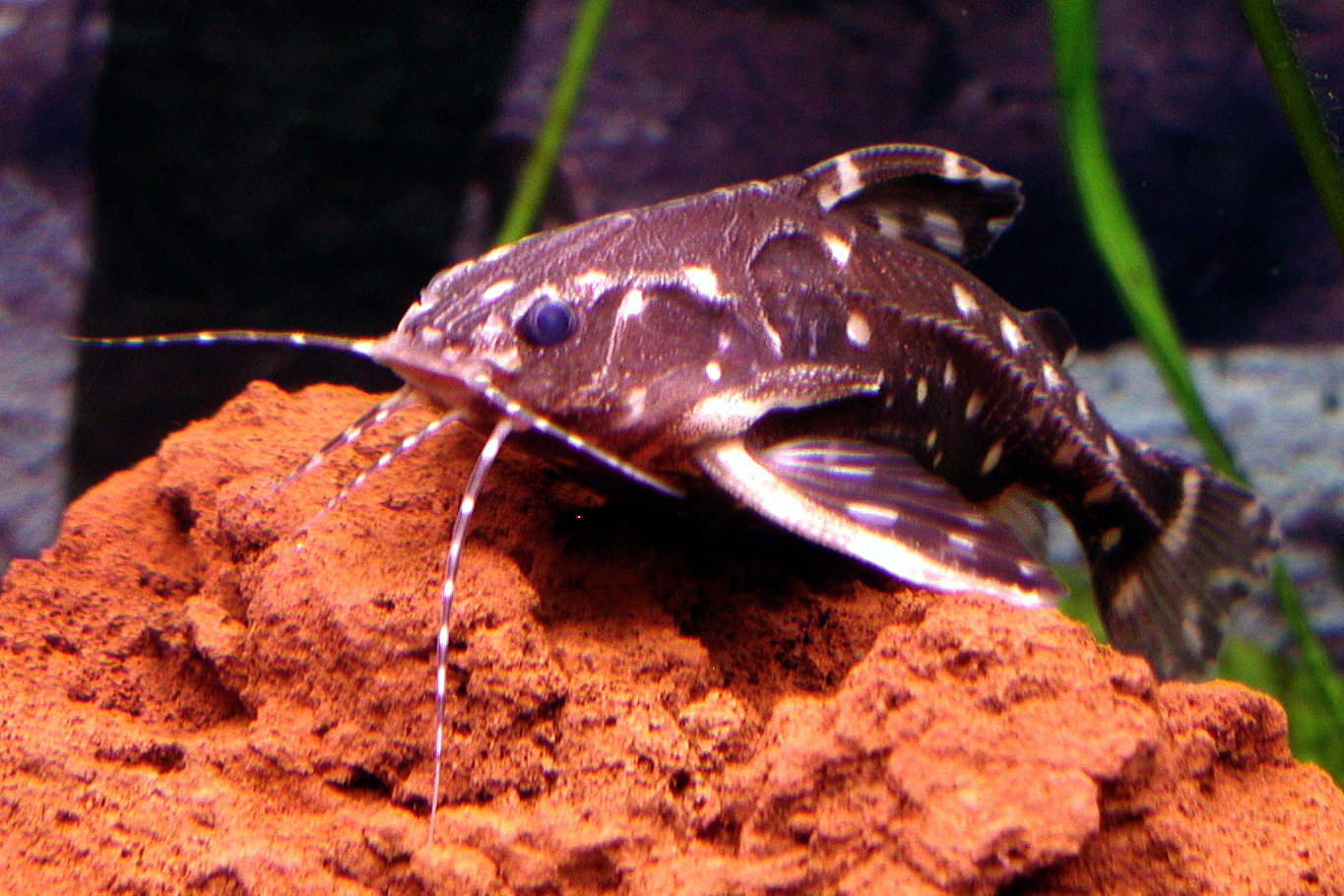
Agamyxis pectinifrons

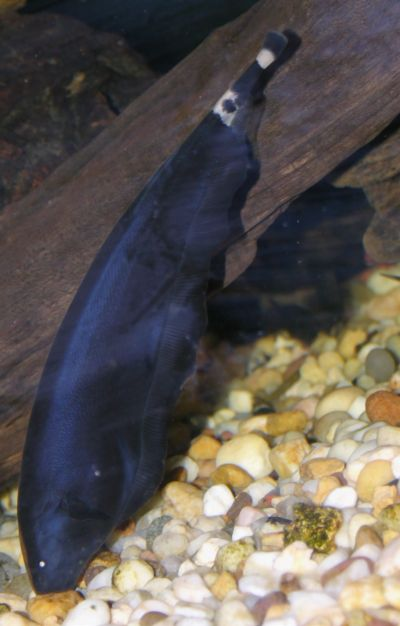
Apteronotus albifrons

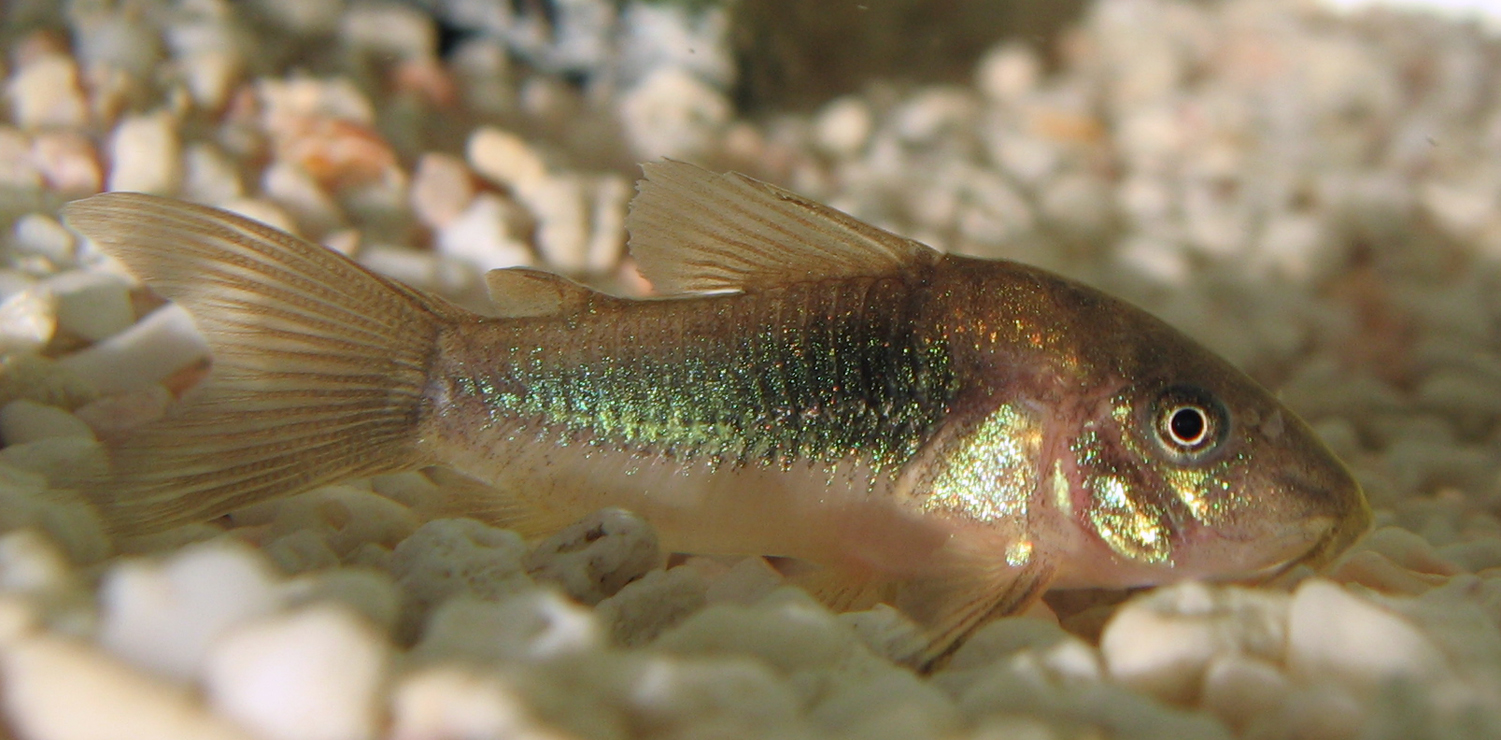
Corydoras aeneus

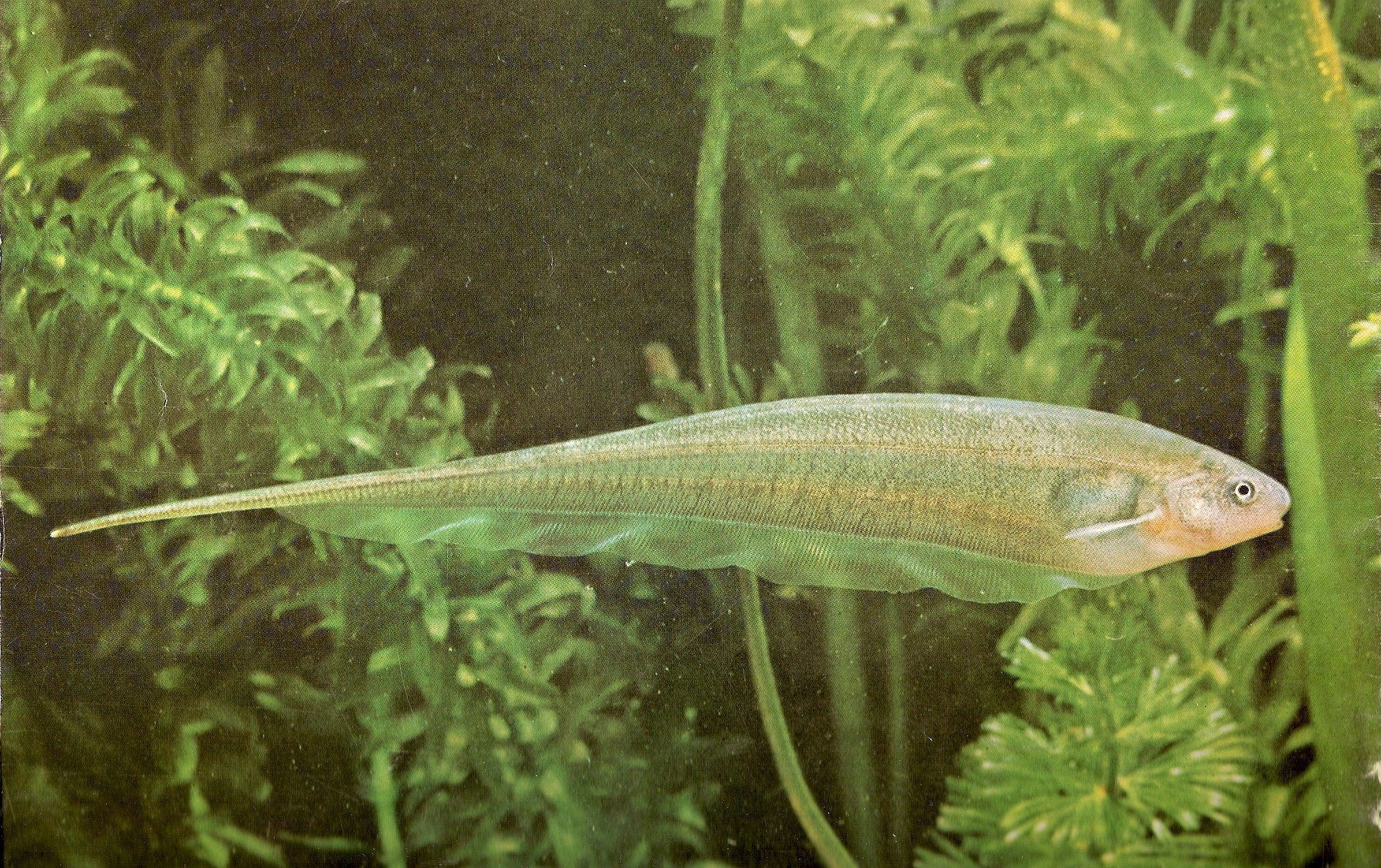
Eigenmannia virescens

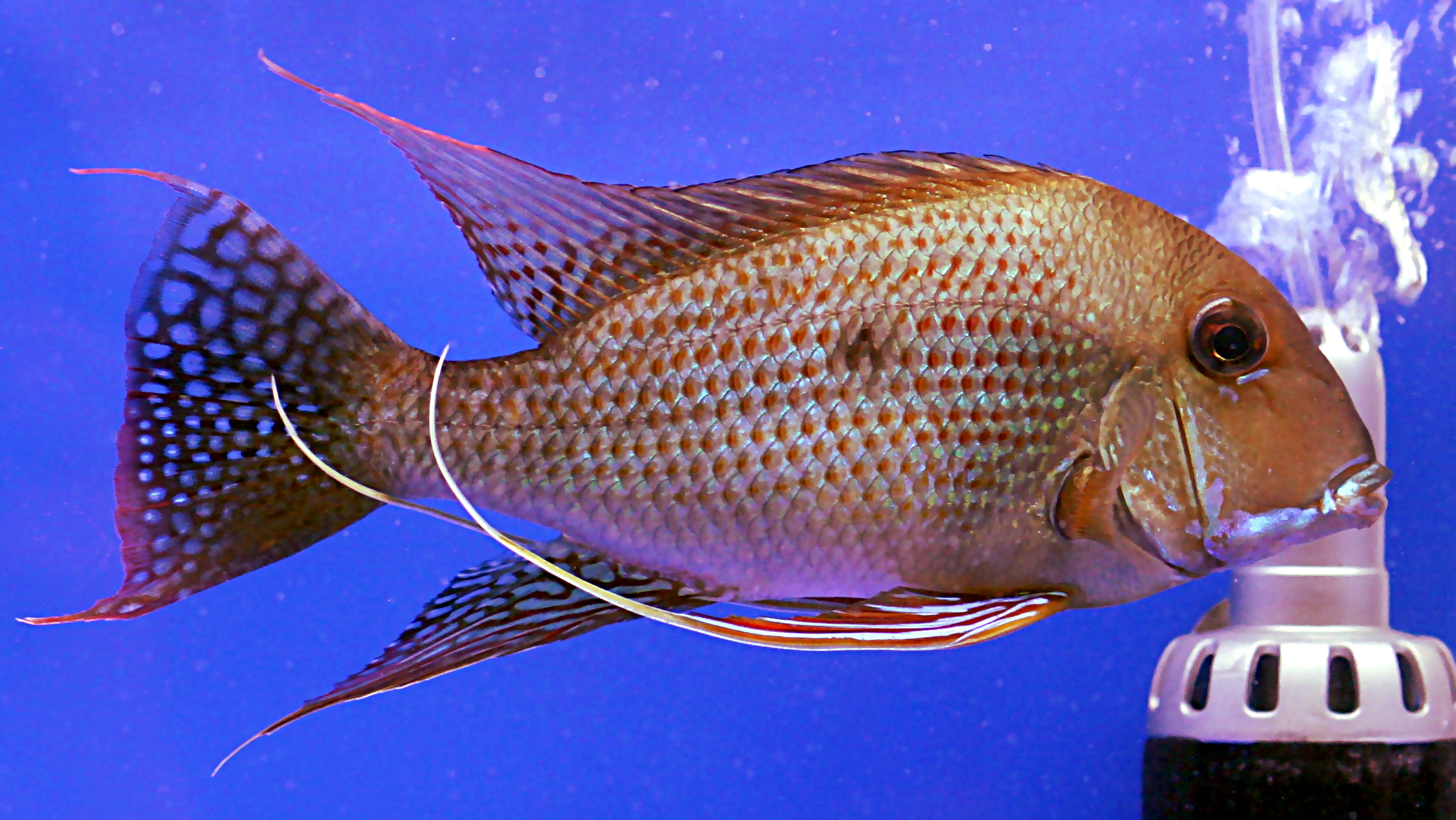
Geophagus surinamensis

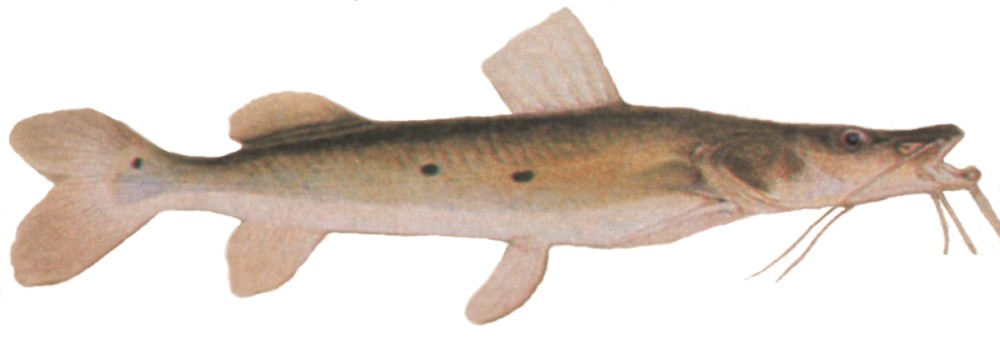
Hemisorubim platyrhynchos

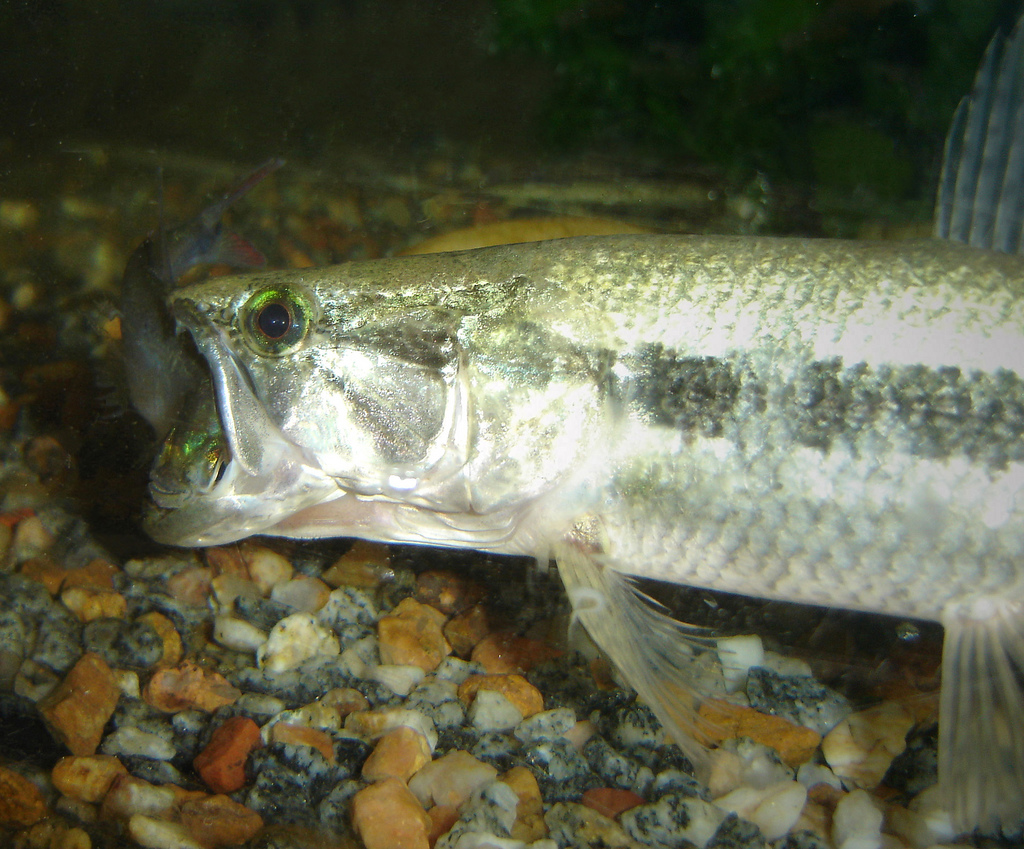
Hoplias malabaricus

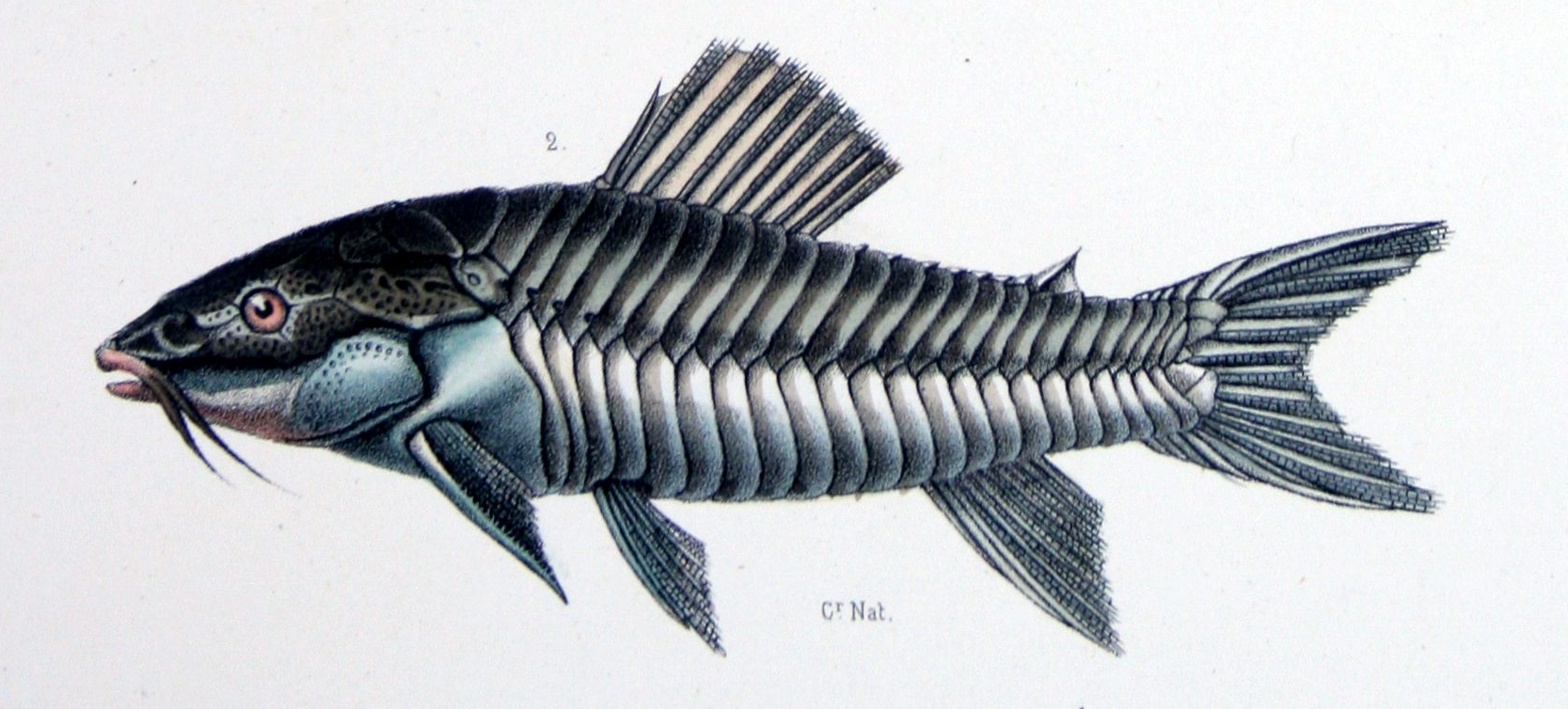
Hoplosternum littorale

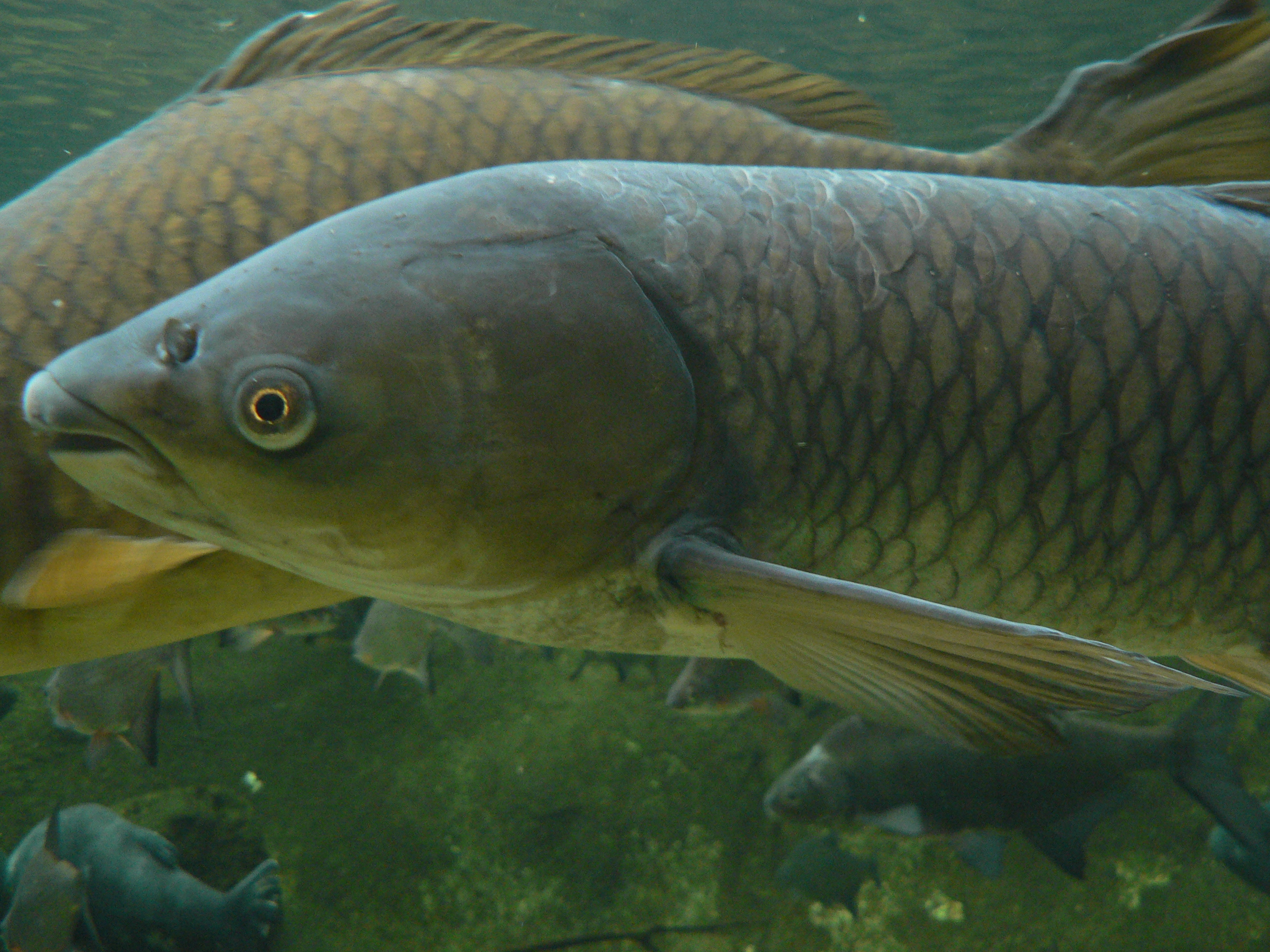
Ctenopharyngodon idella

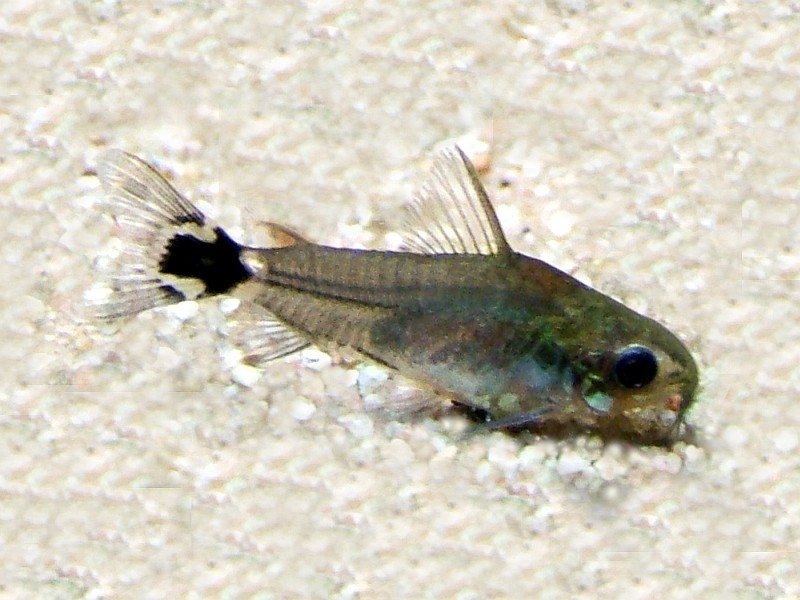
Corydoras hastatus

Colossoma macropomum

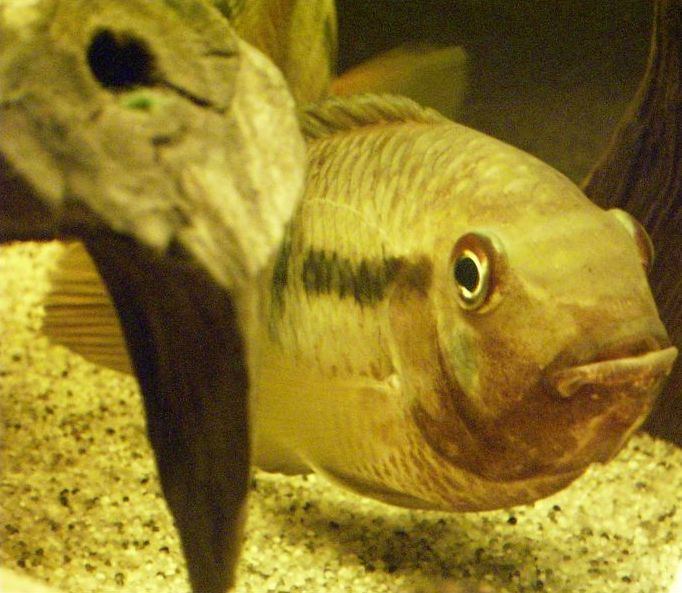
Aequidens tetramerus

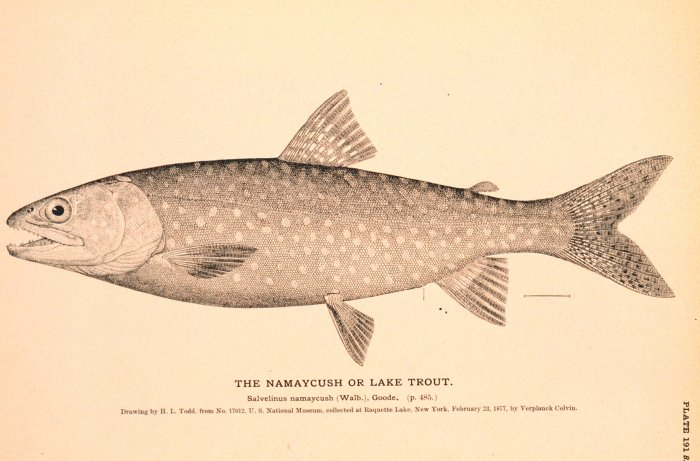
Salvelinus namaycush

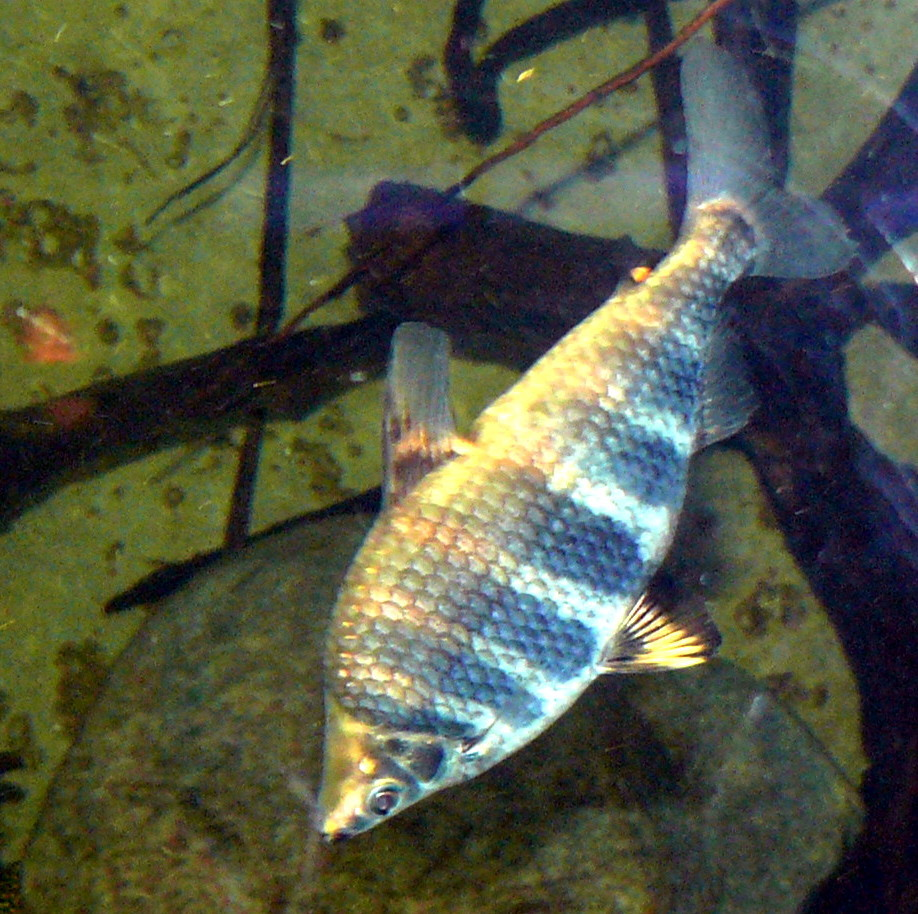
Abramites hypselonotus

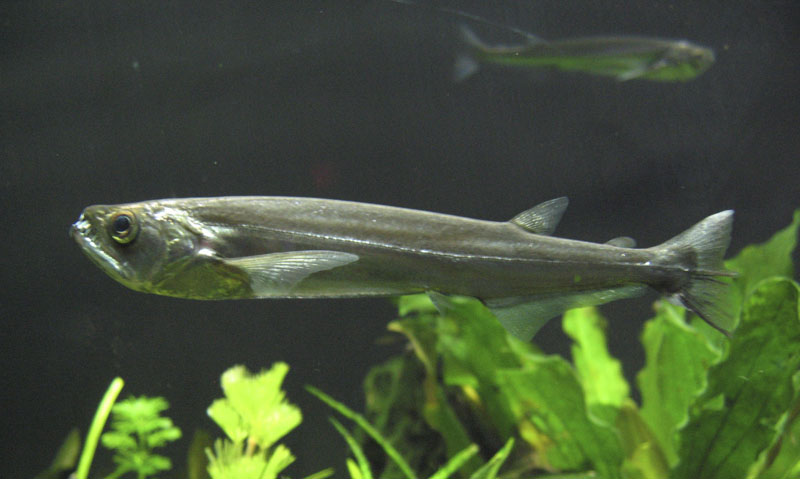
Hydrolycus scomberoides

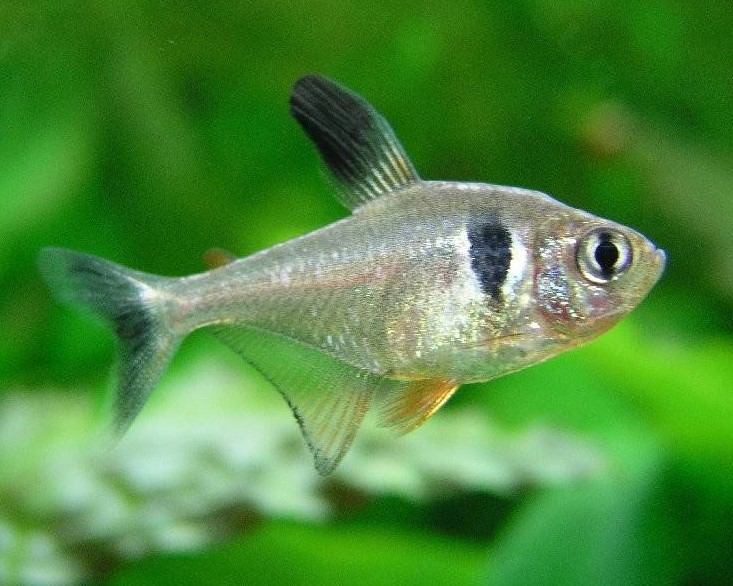
Hyphessobrycon megalopterus

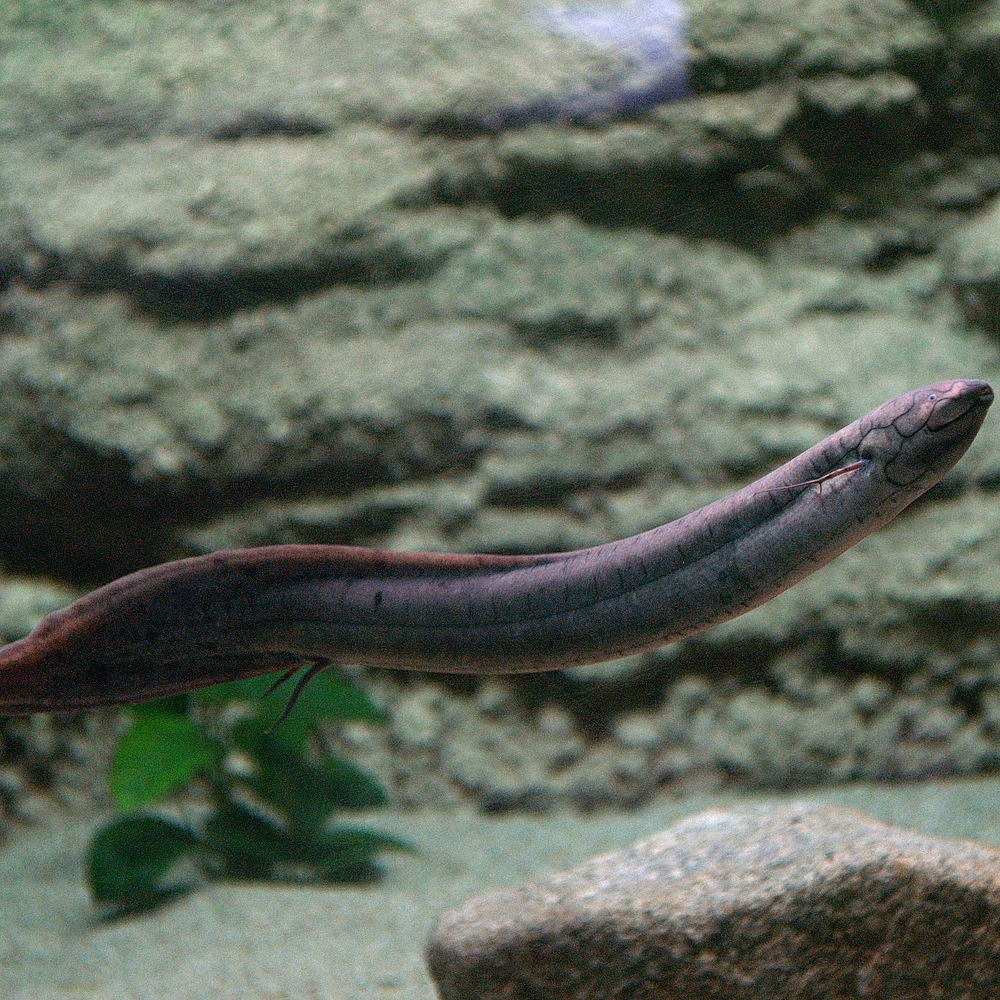
Lepidosiren paradoxa

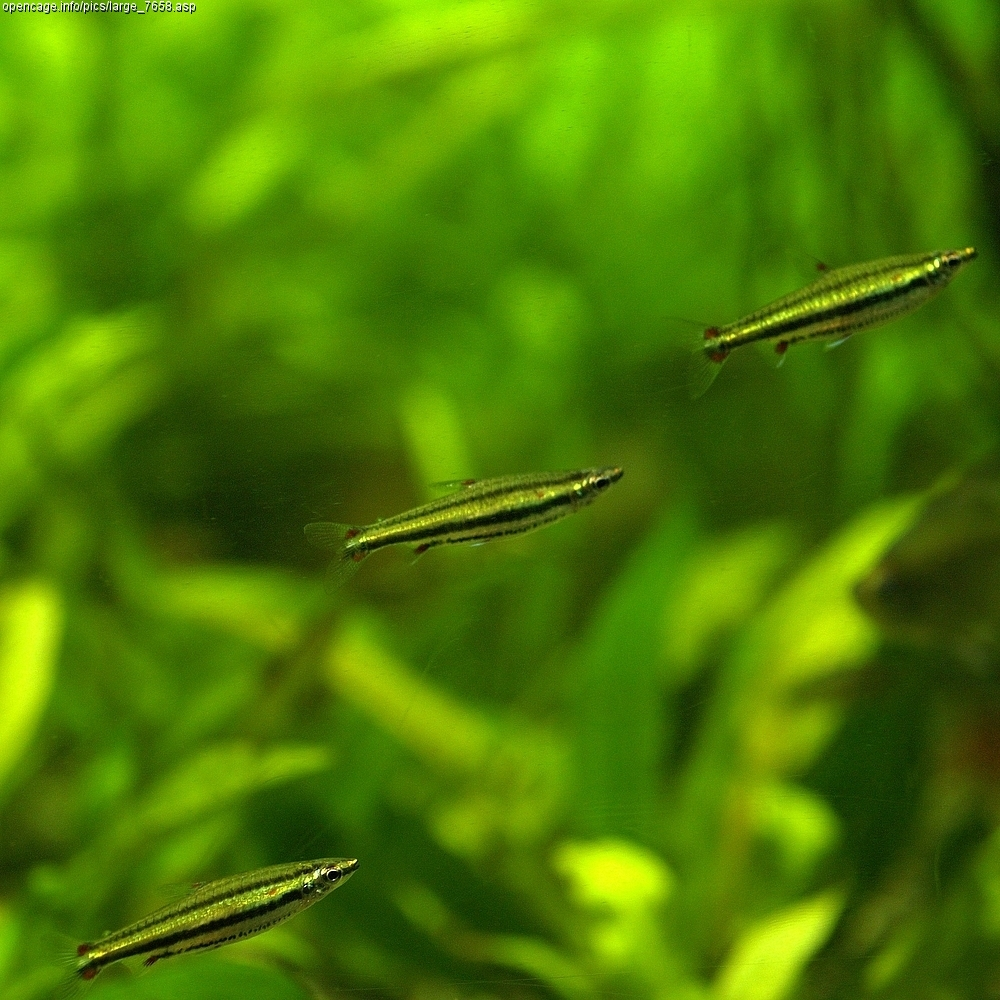
Nannostomus trifasciatus

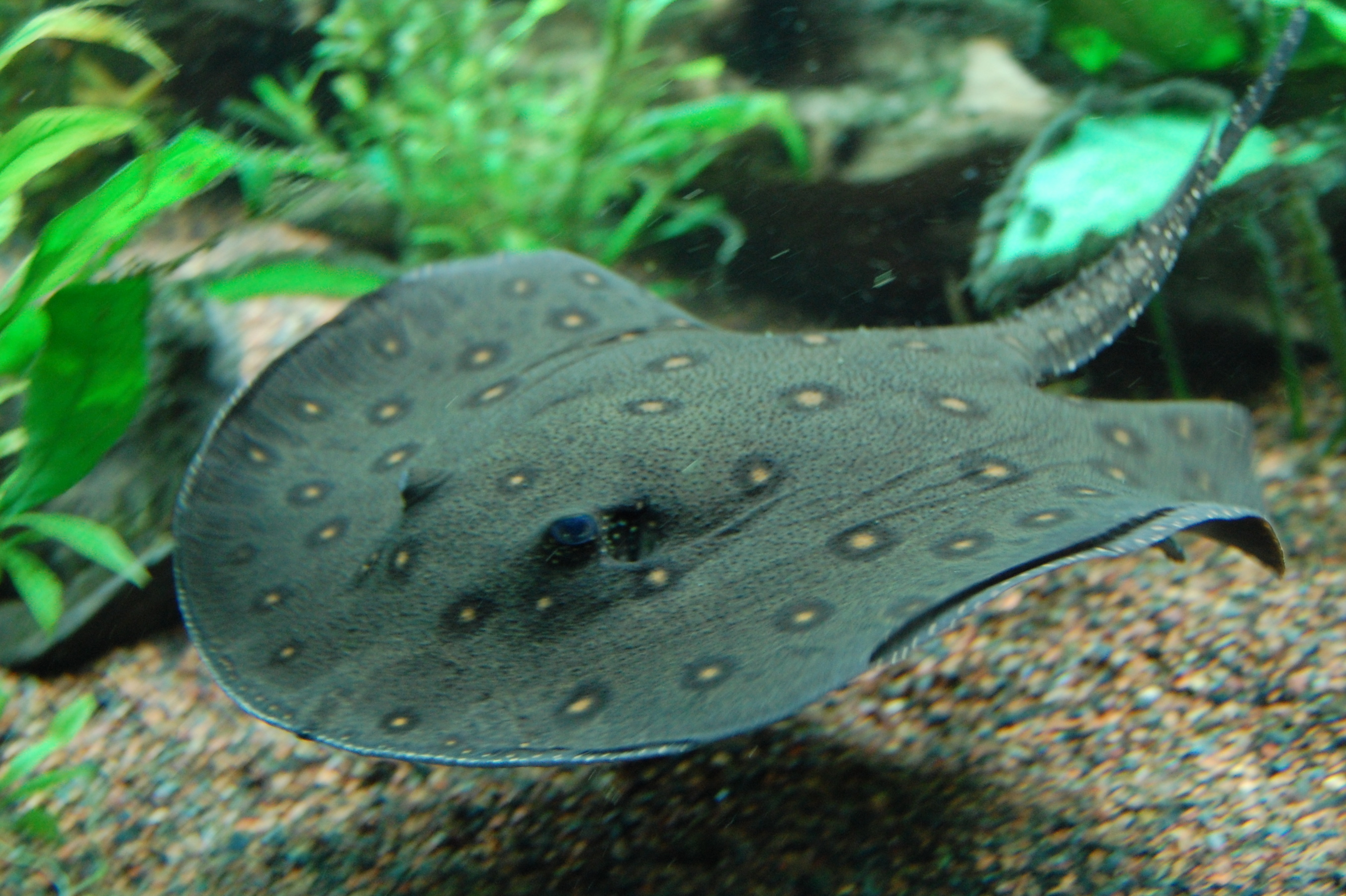
Potamotrygon motoro

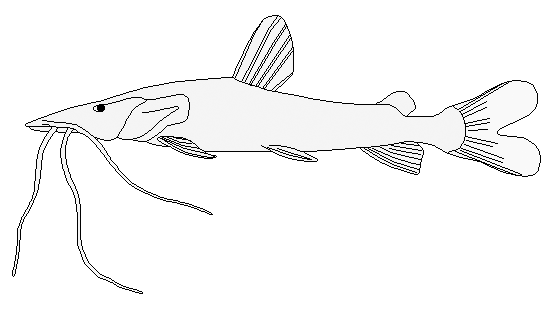
Surubim tacat (Pseudoplatystoma fasciatum)

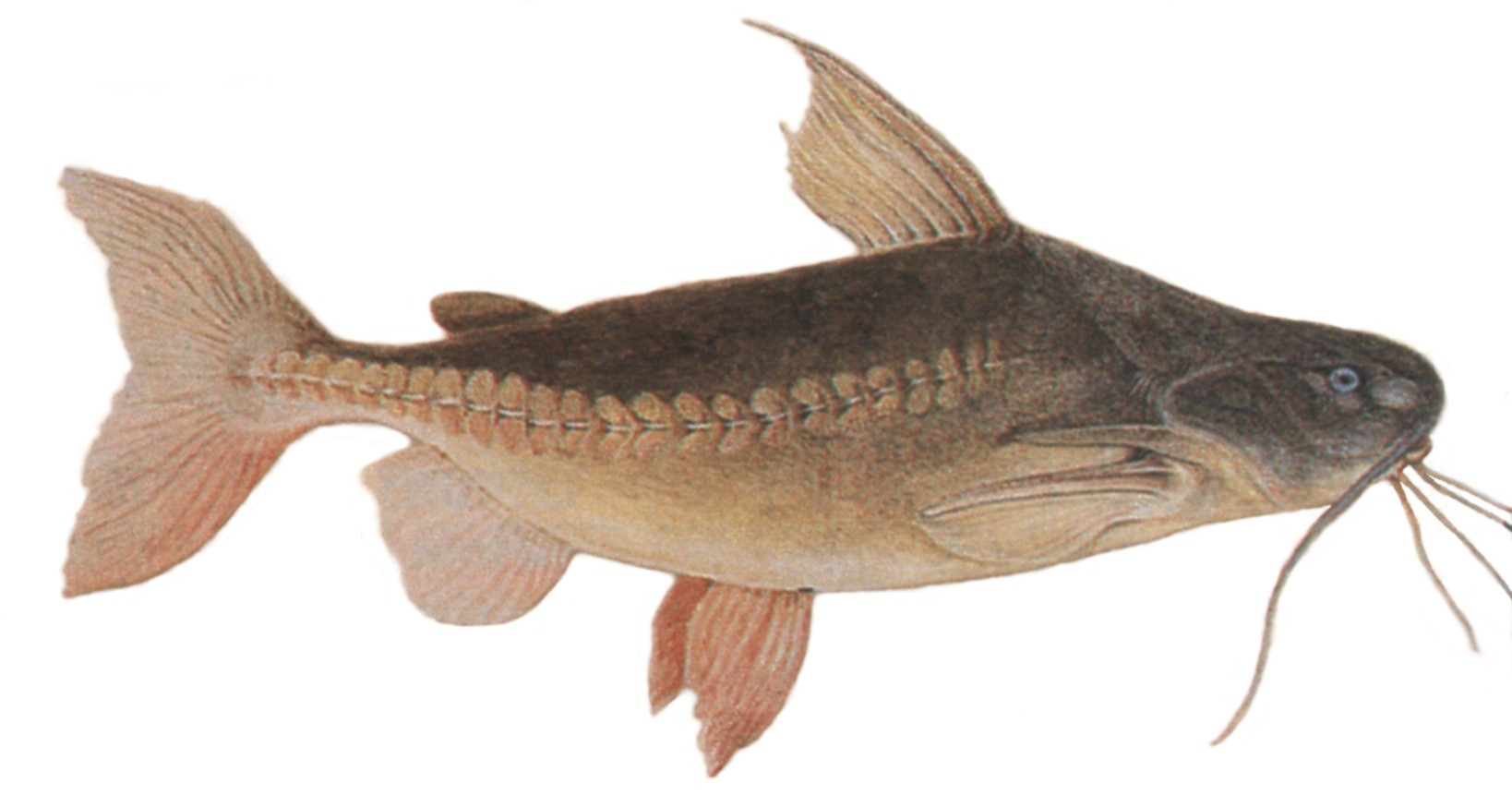
Pterodoras granulosus

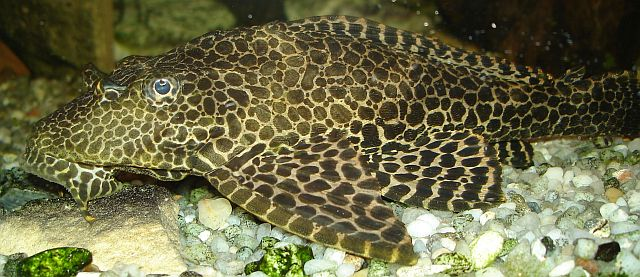
Pterygoplichthys gibbiceps

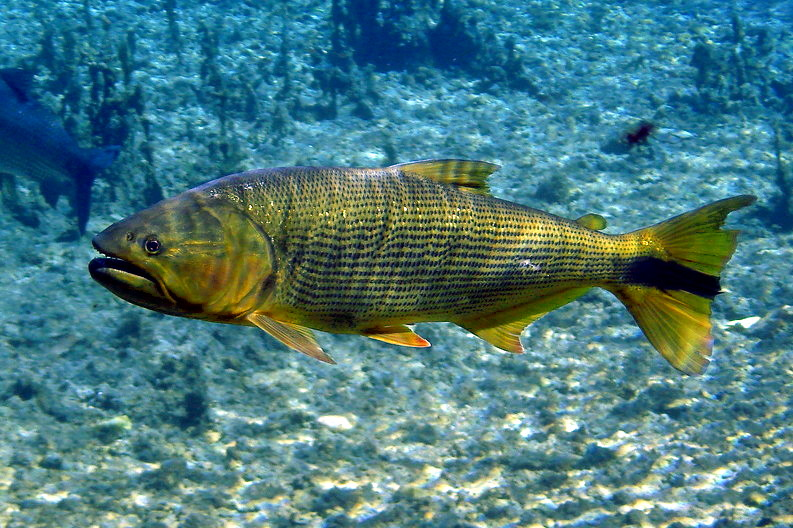
Salminus brasiliensis

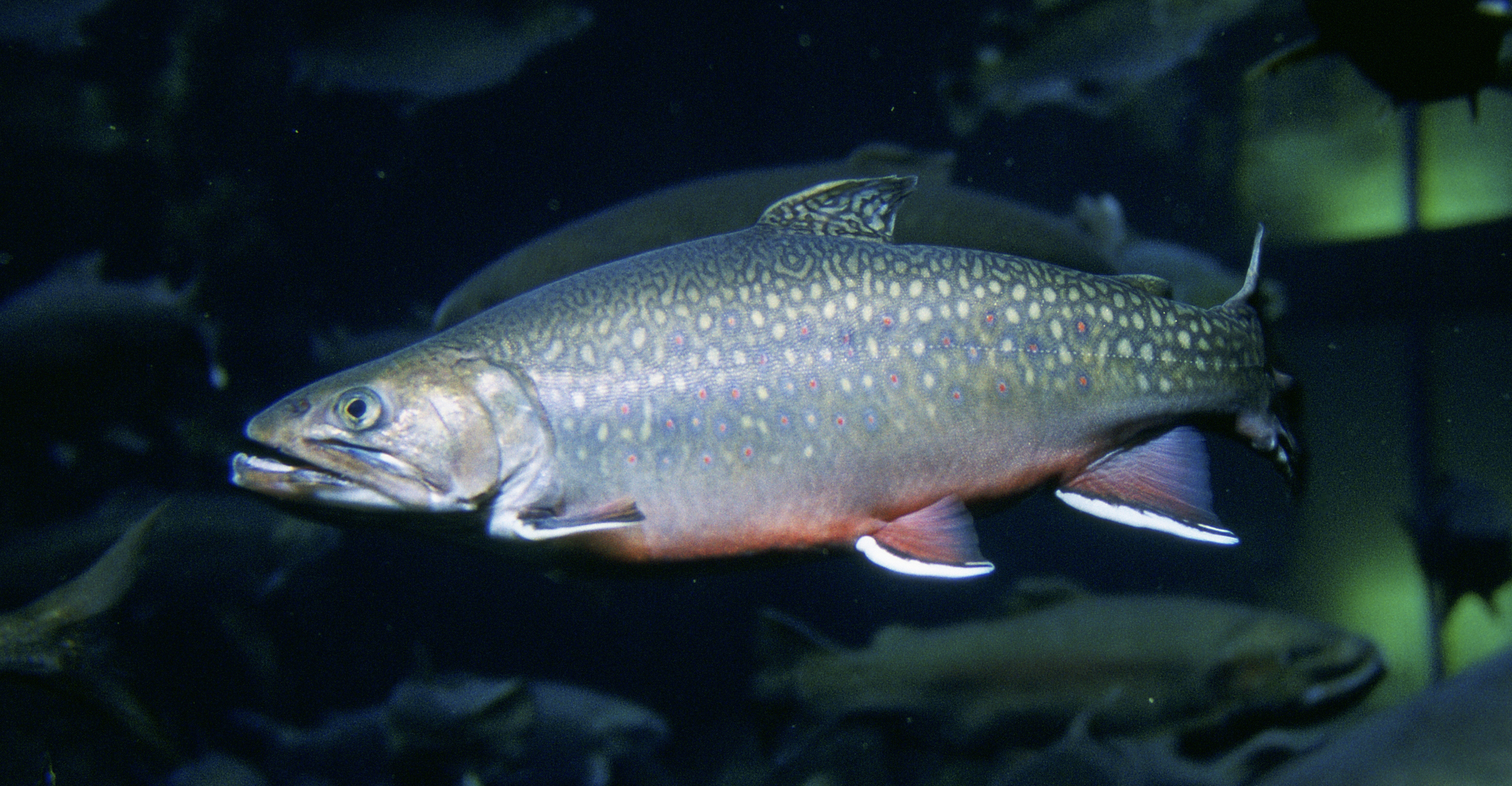
Salvelinus fontinalis

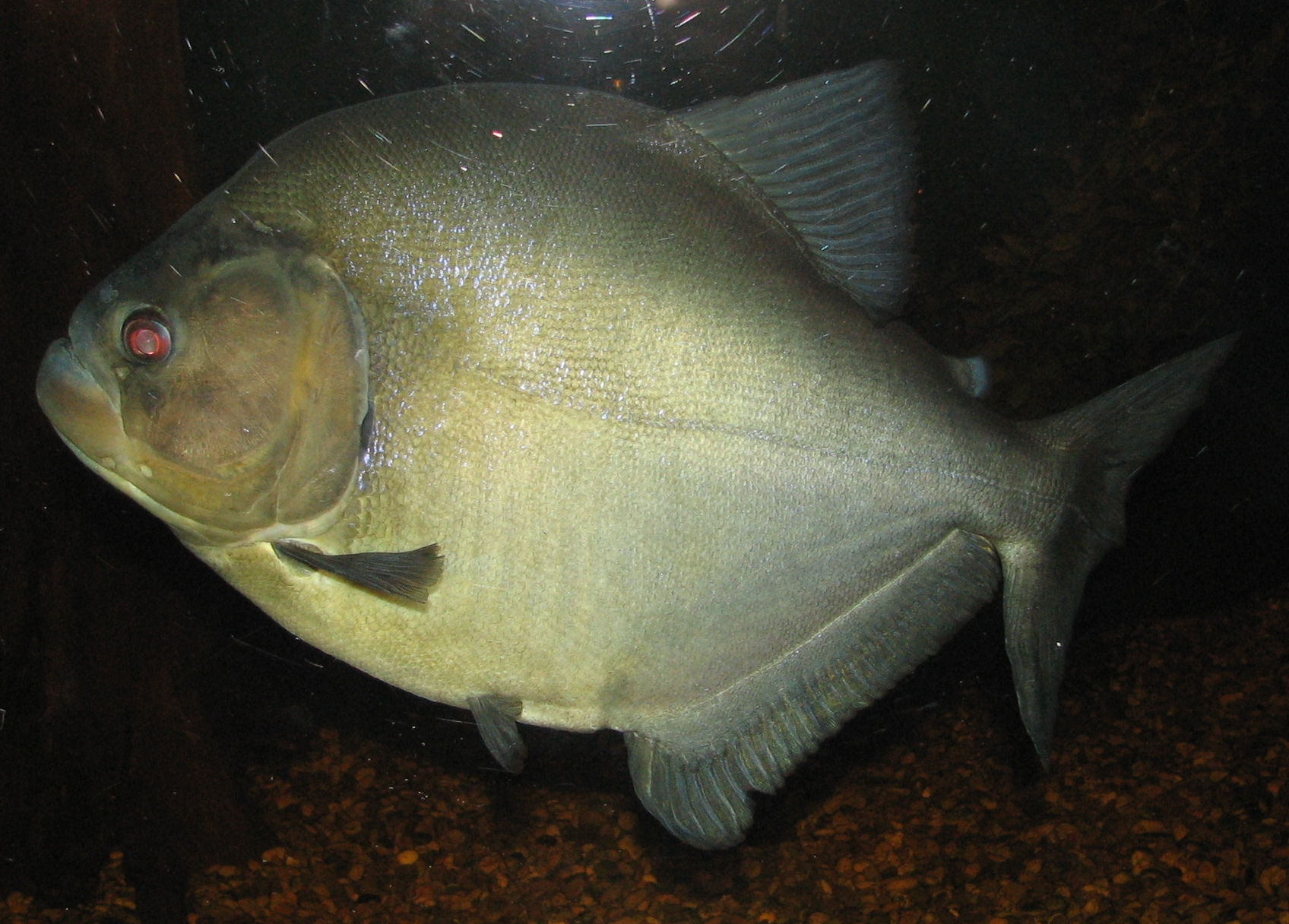
Serrasalmus rhombeus

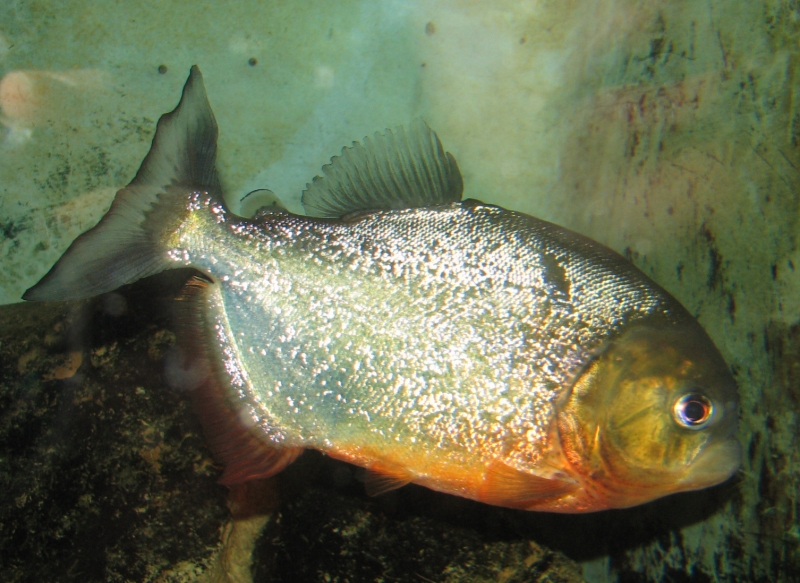
Piranya roja (Pygocentrus nattereri)

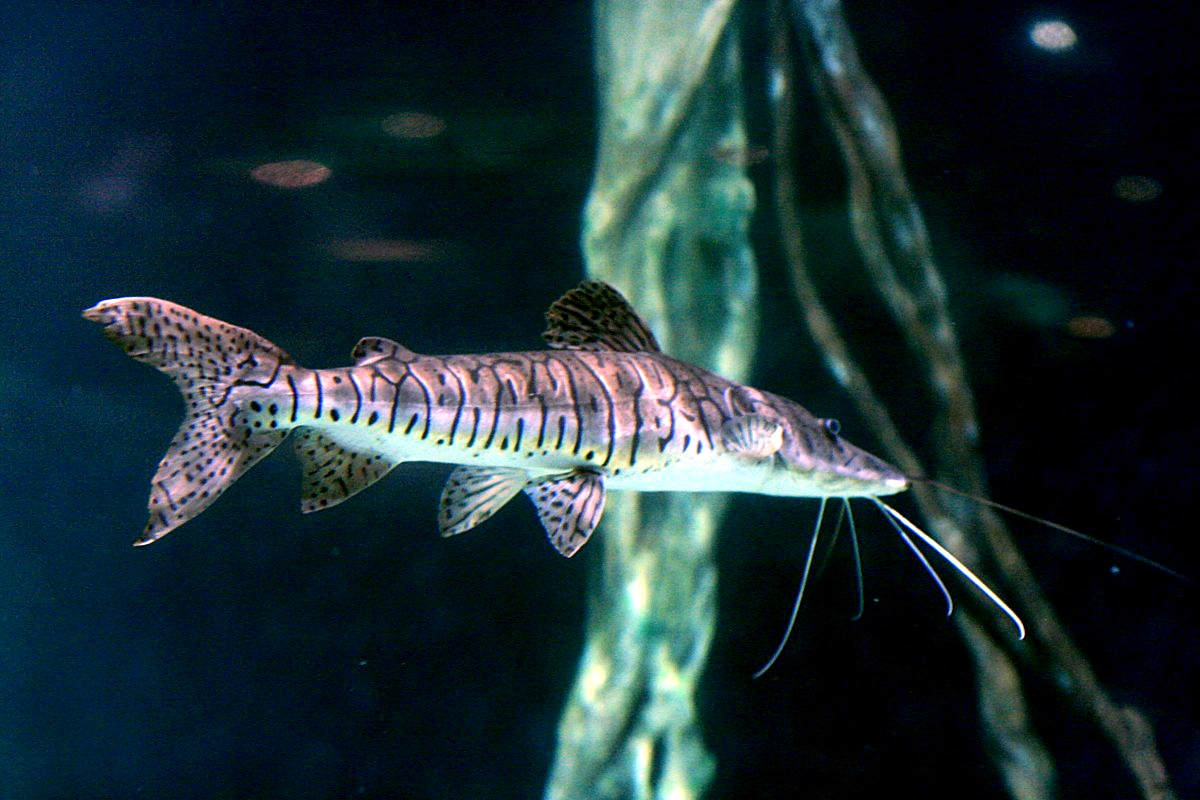
Pseudoplatystoma tigrinum

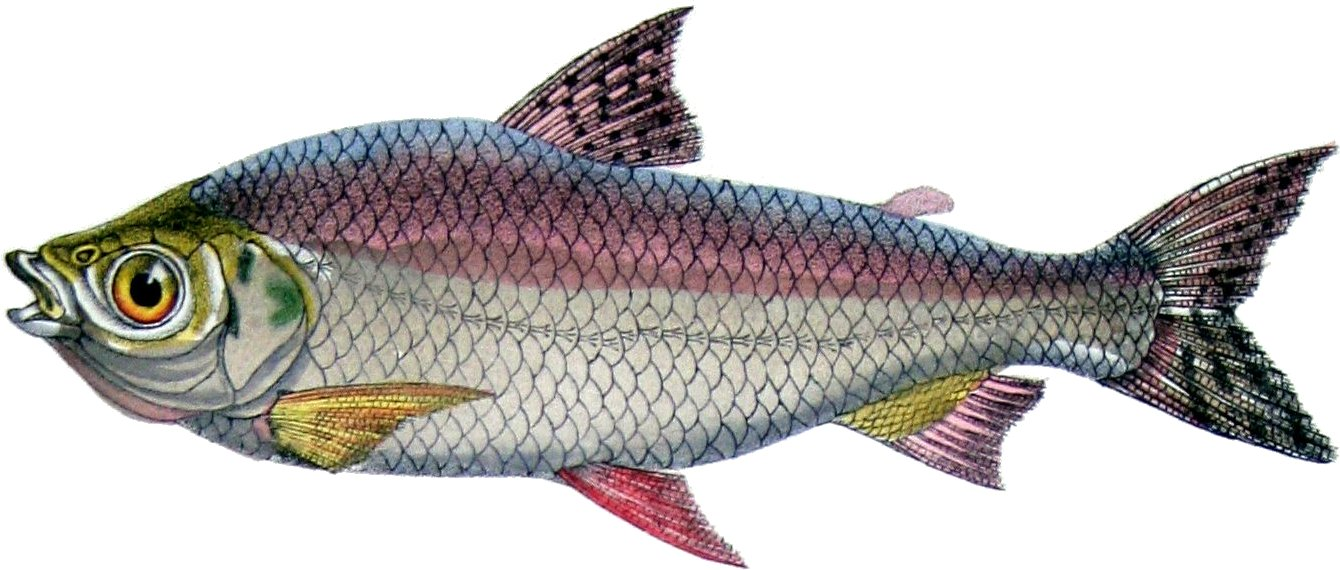
Prochilodus nigricans

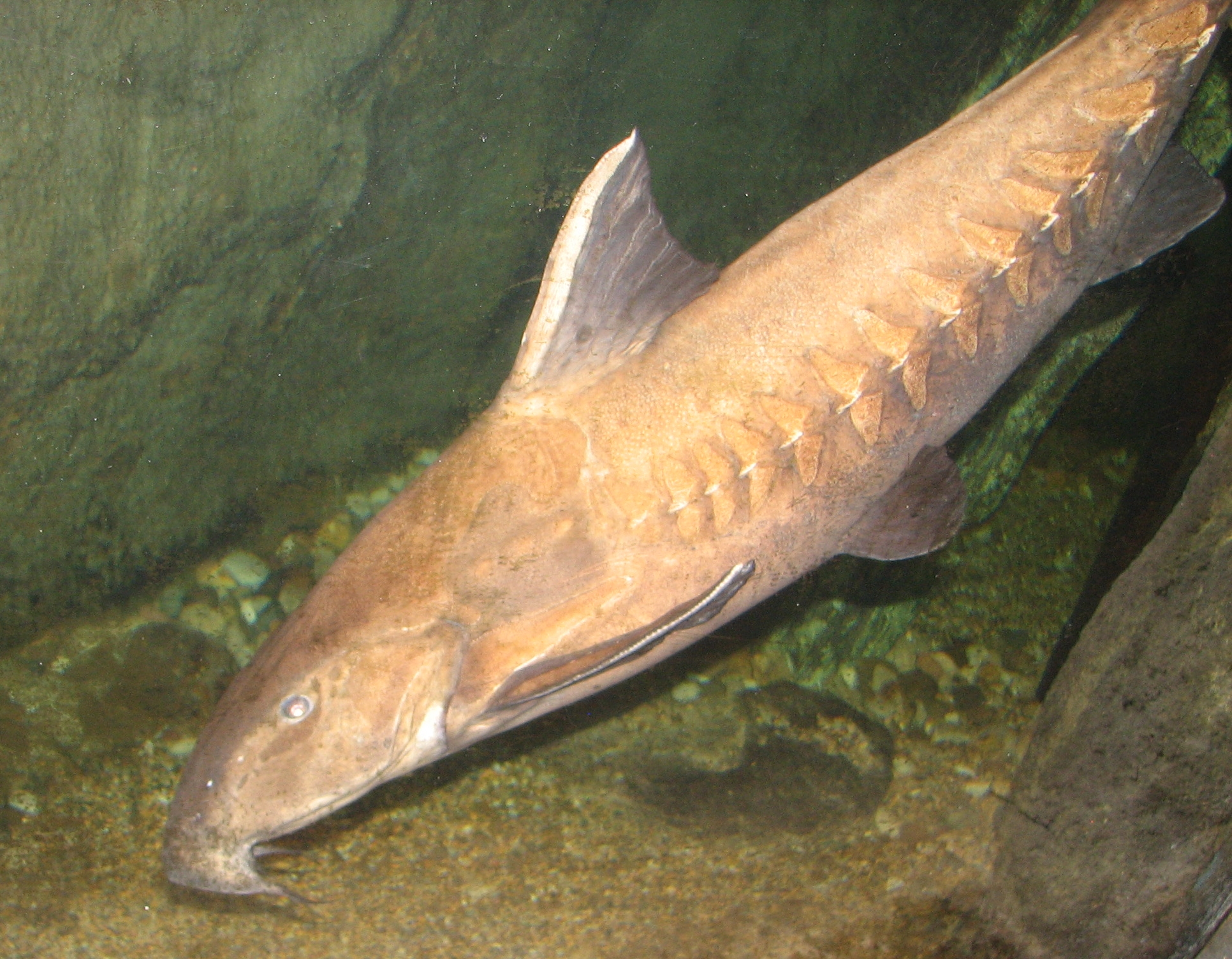
Oxydoras niger

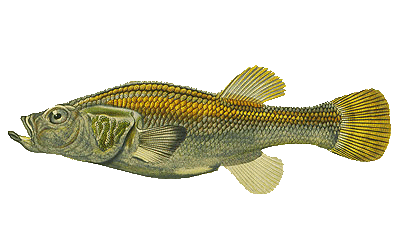
Orestias cuvieri

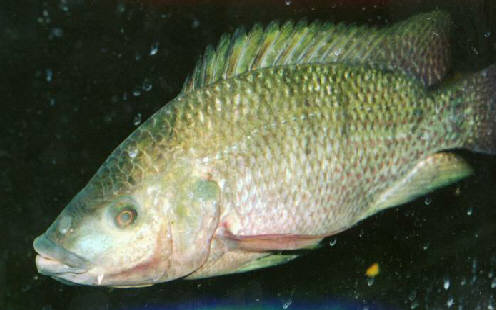
Oreochromis mossambicus

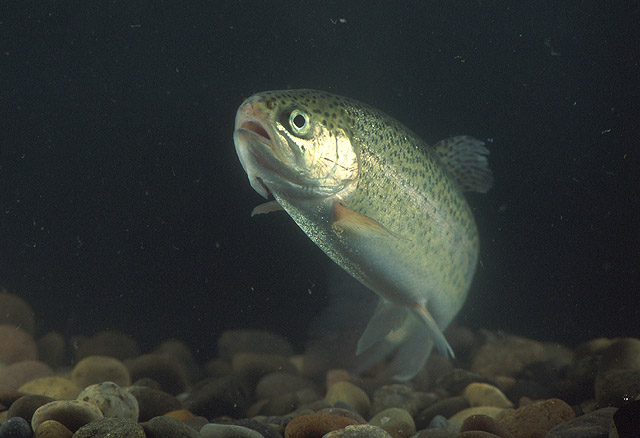
Truita arc de Sant Martí (Oncorhynchus mykiss)

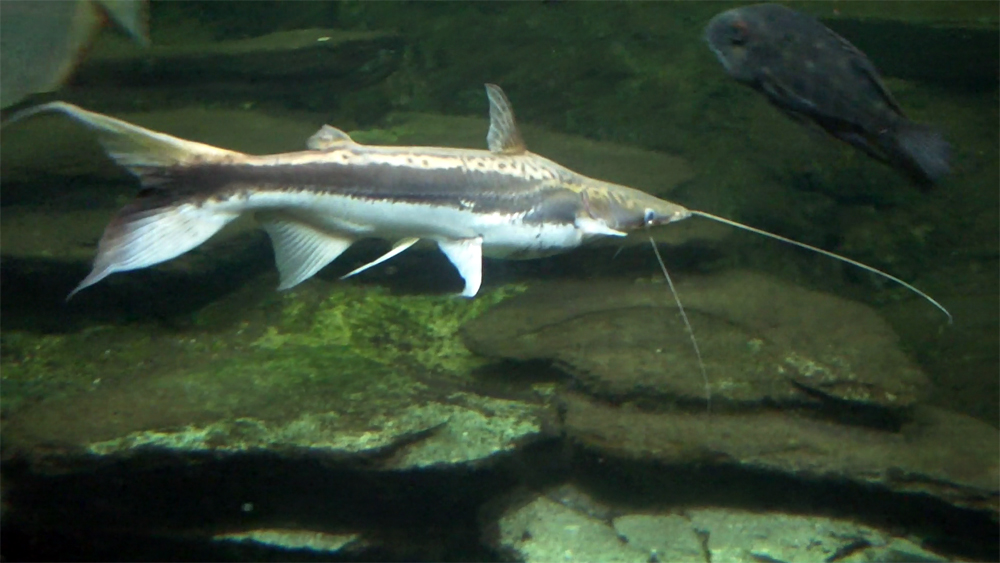
Sorubim lima

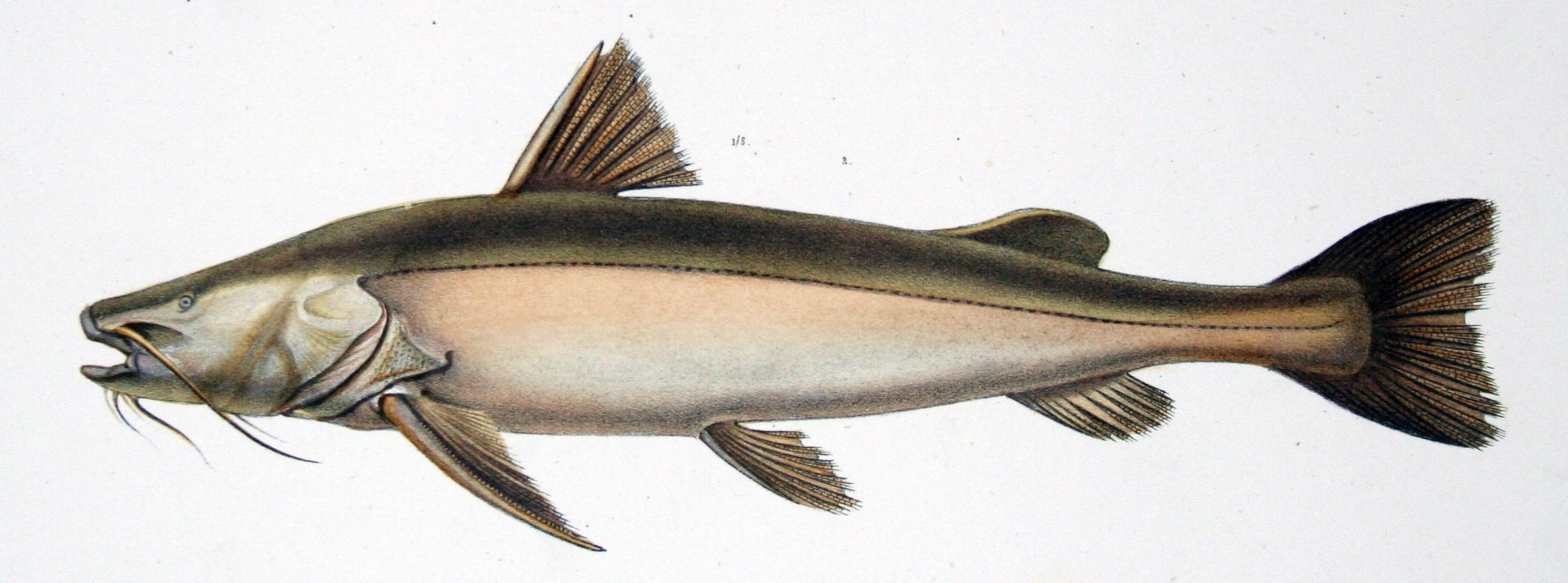
Zungaro zungaro

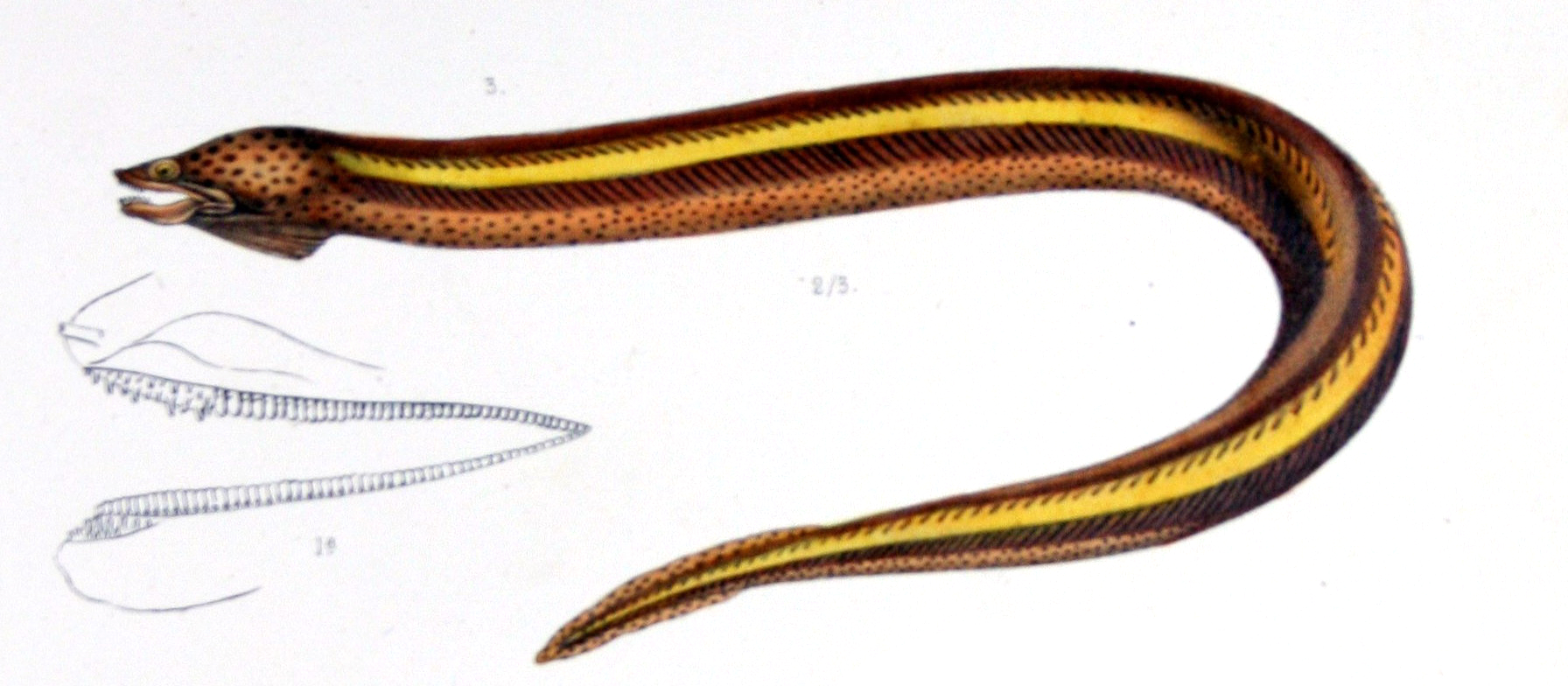
Synbranchus marmoratus

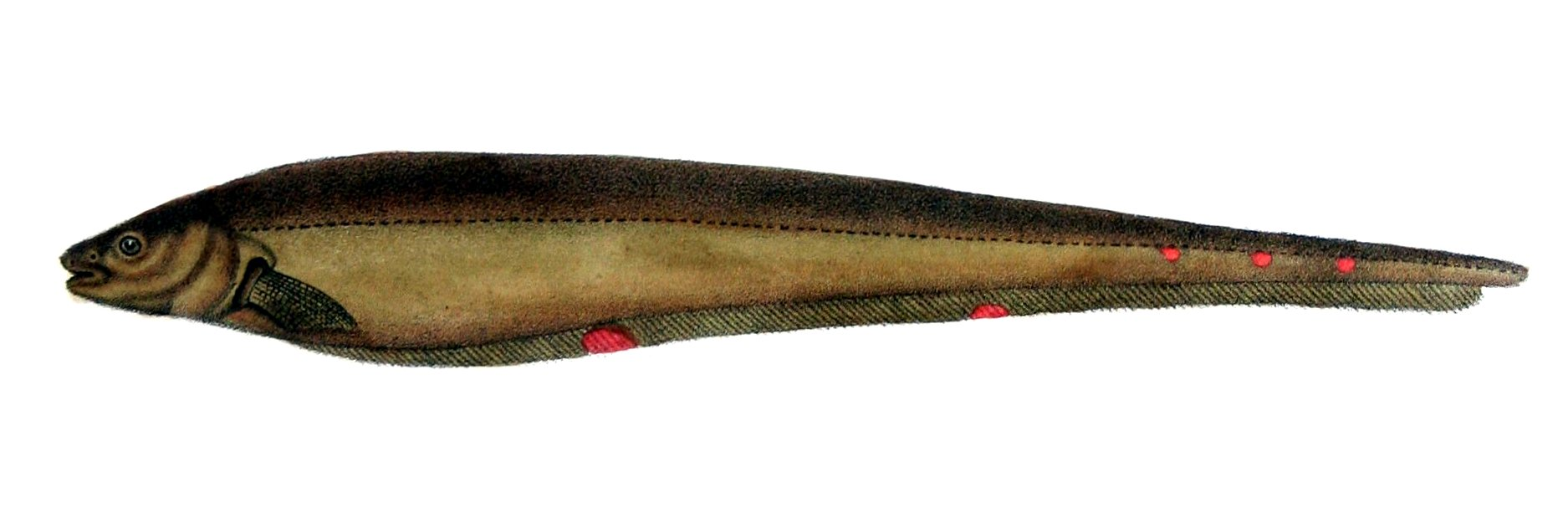
Sternopygus macrurus

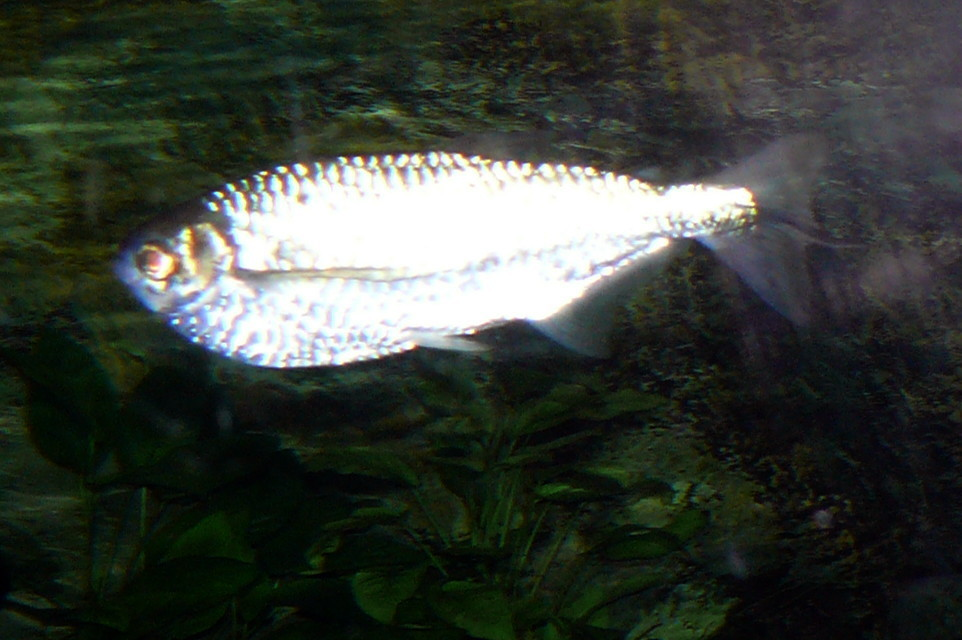
Triportheus angulatus

Aquesta llista de peixos de Bolívia -incompleta- inclou 399 espècies de peixos que es poden trobar a Bolívia ordenades per l'ordre alfabètic de llur nom científic.

## A
- Abramites hypselonotus
- Acanthodoras cataphractus
- Acaronia nassa
- Acestrorhynchus pantaneiro
- Acrobrycon tarijae
- Aequidens tetramerus
- Aequidens viridis
- Agamyxis pectinifrons
- Ageneiosus atronasus
- Ageneiosus brevis
- Ageneiosus inermis
- Ageneiosus vittatus
- Agoniates anchovia
- Amaralia hypsiura
- Amblydoras affinis
- Amblydoras hancockii
- Ammocryptocharax elegans
- Anadoras weddellii
- Anchoviella carrikeri
- Ancistrus bolivianus
- Ancistrus megalostomus
- Ancistrus montanus
- Aphanotorulus unicolor
- Aphyocharacidium bolivianum
- Aphyocharax alburnus
- Aphyocharax gracilis
- Aphyocharax nattereri
- Aphyocharax paraguayensis
- Aphyolebias claudiae
- Aphyolebias obliquus
- Apistogramma amoena
- Apistogramma erythrura[1]
- Apistogramma inconspicua
- Apistogramma linkei
- Apistogramma luelingi[2]
- Apistogramma rubrolineata[3]
- Apistogramma similis
- Apistogramma staecki
- Apistogramma trifasciata
- Apteronotus albifrons
- Astroblepus longiceps
- Astroblepus stuebeli
- Astrodoras asterifrons
- Astronotus crassipinnis
- Astyanacinus multidens
- Astyanax chaparae
- Astyanax villwocki[4]
- Auchenipterus ambyiacus
- Auchenipterus brachyurus

## B
- Batrochoglanis raninus
- Belonion apodion
- Biotodoma cupido
- Brachychalcinus copei
- Brachyhypopomus beebei
- Brachyhypopomus brevirostris
- Brachyhypopomus pinnicaudatus
- Brachyplatystoma filamentosum
- Brachyplatystoma juruense
- Brachyplatystoma platynemum
- Brachyplatystoma rousseauxii
- Brachyplatystoma vaillantii
- Brachyrhamdia marthae
- Brycon cephalus
- Brycon melanopterus
- Bryconacidnus ellisi
- Bryconacidnus hemigrammus
- Bryconamericus bolivianus
- Bryconamericus thomasi
- Bujurquina oenolaemus
- Bunocephalus aleuropsis
- Bunocephalus coracoideus

## C
- Caenotropus labyrinthicus
- Callichthys callichthys
- Calophysus macropterus
- Carassius auratus auratus
- Catoprion mento
- Cetopsis candiru
- Cetopsis coecutiens
- Cetopsis pearsoni
- Cetopsis starnesi
- Chaetobranchopsis australis
- Chalceus guaporensis
- Characidium bolivianum
- Characidium heinianum
- Characidium schindleri
- Cheirocerus eques
- Cichla pleiozona
- Cichlasoma bimaculatum
- Cichlasoma boliviense
- Cichlasoma dimerus
- Clupeacharax anchoveoides
- Colossoma macropomum
- Corydoras aeneus
- Corydoras albolineatus
- Corydoras bilineatus
- Corydoras cruziensis[5]
- Corydoras geryi
- Corydoras haraldschultzi
- Corydoras hastatus
- Corydoras isbrueckeri
- Corydoras latus
- Corydoras mamore[6]
- Corydoras negro
- Corydoras noelkempffi
- Corydoras pantanalensis[7]
- Corydoras paragua
- Corydoras paucerna
- Corydoras sterbai
- Creagrutus beni
- Creagrutus pearsoni
- Crenicara latruncularium[8]
- Crenicara punctulatum
- Crenicichla johanna
- Crenicichla lepidota
- Crenicichla semicincta
- Crossoloricaria bahuaja
- Ctenopharyngodon idella
- Curimata roseni
- Curimata vittata
- Curimatella alburna
- Curimatella dorsalis
- Curimatella immaculata
- Curimatella meyeri
- Curimatopsis macrolepis
- Cynodon gibbus
- Cyphocharax notatus
- Cyphocharax plumbeus
- Cyphocharax spiluropsis
- Cyprinus carpio carpio

## D
- Distocyclus conirostris
- Doras eigenmanni
- Doras fimbriatus
- Doras punctatus
- Duopalatinus peruanus

## E
- Eigenmannia virescens
- Entomocorus benjamini
- Epapterus dispilurus
- Exallodontus aguanai

## F
- Farlowella altocorpus
- Farlowella nattereri
- Farlowella oxyrryncha

## G
- Gambusia affinis
- Geophagus megasema
- Geophagus surinamensis
- Gephyrocharax chaparae
- Gephyrocharax major
- Gymnocorymbus ternetzi
- Gymnocorymbus thayeri
- Gymnorhamphichthys hypostomus
- Gymnotus carapo
- Gymnotus mamiraua
- Gymnotus pantanal

## H
- Hemibrycon beni
- Hemigrammus neptunus[9]
- Hemiodontichthys acipenserinus
- Hemisorubim platyrhynchos
- Heros spurius
- Hoplerythrinus unitaeniatus
- Hoplias malabaricus
- Hoplosternum littorale
- Hydrolycus scomberoides
- Hyphessobrycon megalopterus
- Hyphessobrycon pando[10]
- Hypophthalmichthys nobilis
- Hypoptopoma baileyi
- Hypoptopoma incognitum
- Hypoptopoma inexspectatum
- Hypoptopoma sternoptychum
- Hypoptopoma thoracatum
- Hypopygus neblinae
- Hypostomus bolivianus
- Hypostomus borellii
- Hypostomus levis

## I
- Iguanodectes spilurus
- Imparfinis cochabambae
- Imparfinis guttatus
- Imparfinis stictonotus
- Ixinandria montebelloi

## J
- Jenynsia alternimaculata
- Jurengraulis juruensis

## K
- Knodus longus
- Knodus mizquae
- Knodus shinahota[11]
- Knodus smithi

## L
- Laemolyta fasciata
- Laetacara dorsigera
- Lamontichthys filamentosus
- Leiarius marmoratus
- Leiarius pictus
- Lepidosiren paradoxa
- Leporinus bleheri
- Leporinus pearsoni
- Leporinus reinhardti
- Leporinus striatus
- Leporinus y-ophorus
- Leptagoniates pi
- Lepthoplosternum beni

## M
- Markiana nigripinnis
- Megalechis picta
- Megalechis thoracata
- Megalocentor echthrus
- Megalodoras uranoscopus
- Megalonema amaxanthum
- Megalonema platycephalum
- Mesonauta festivus
- Metynnis guaporensis
- Metynnis hypsauchen
- Metynnis maculatus
- Metynnis otuquensis
- Microgenys weyrauchi
- Micropterus salmoides
- Mikrogeophagus altispinosus
- Moema pepotei
- Moenkhausia barbouri
- Moenkhausia dorsinuda[12]
- Moenkhausia intermedia
- Monocirrhus polyacanthus
- Monotocheirodon pearsoni
- Mylossoma aureum
- Mylossoma duriventre

## N
- Nannostomus trifasciatus
- Nannostomus unifasciatus
- Nemadoras humeralis
- Neofundulus ornatipinnis

## O
- Odontesthes bonariensis
- Odontostilbe dierythrura
- Odontostilbe fugitiva
- Odontostilbe microcephala
- Odontostilbe nareuda
- Oligosarcus bolivianus
- Oligosarcus schindleri
- Oncorhynchus mykiss
- Opsodoras boulengeri
- Opsodoras stuebelii
- Oreochromis mossambicus
- Oreochromis niloticus niloticus
- Orestias agassizii
- Orestias albus
- Orestias cuvieri
- Orestias forgeti
- Orestias frontosus
- Orestias gilsoni
- Orestias gracilis
- Orestias imarpe
- Orestias incae
- Orestias ispi
- Orestias luteus
- Orestias minimus
- Orestias olivaceus
- Orestias tchernavini
- Orestias tomcooni
- Orestias tschudii
- Orestias tutini
- Otocinclus mariae
- Otocinclus vestitus
- Otocinclus vittatus
- Oxydoras kneri
- Oxydoras niger

## P
- Pachyurus schomburgkii
- Pamphorichthys hasemani
- Papiliolebias bitteri
- Paratrygon aiereba
- Parecbasis cyclolepis
- Parodon buckleyi
- Parodon carrikeri
- Pellona castelnaeana
- Phenacogaster beni
- Phenacorhamdia boliviana
- Phractocephalus hemioliopterus
- Phreatobius sanguijuela
- Piabucus caudomaculatus
- Piabucus melanostoma
- Piaractus brachypomus
- Piaractus mesopotamicus
- Pimelodella boliviana
- Pimelodella chaparae
- Pimelodella howesi
- Pimelodella nigrofasciata
- Pimelodella roccae
- Pimelodella serrata
- Pimelodina flavipinnis
- Pimelodus blochii
- Pinirampus pirinampu
- Plagioscion squamosissimus
- Planiloricaria cryptodon[13]
- Platydoras armatulus
- Platydoras costatus
- Platynematichthys notatus
- Platysilurus mucosus
- Plectrochilus machadoi
- Poptella compressa
- Potamorhina altamazonica
- Potamorhina latior
- Potamorrhaphis eigenmanni
- Potamotrygon castexi
- Potamotrygon motoro
- Potamotrygon orbignyi
- Prionobrama filigera
- Prionobrama paraguayensis
- Prochilodus nigricans
- Prodontocharax howesi
- Prodontocharax melanotus
- Psectrogaster curviventris
- Psectrogaster essequibensis
- Psectrogaster rutiloides
- Pseudobunocephalus amazonicus
- Pseudobunocephalus bifidus
- Pseudohemiodon thorectes[14]
- Pseudopimelodus mangurus
- Pseudoplatystoma fasciatum
- Pseudoplatystoma tigrinum
- Pseudotylosurus angusticeps
- Pterobunocephalus depressus
- Pterodoras granulosus
- Pterolebias longipinnis
- Pterolebias phasianus
- Pterygoplichthys disjunctivus
- Pterygoplichthys gibbiceps
- Pterygoplichthys lituratus
- Pterygoplichthys punctatus
- Pygocentrus nattereri
- Pyrrhulina australis
- Pyrrhulina beni
- Pyrrhulina vittata

## R
- Rhabdolichops caviceps
- Rhabdolichops eastwardi
- Rhamdella rusbyi
- Rhamdia poeyi
- Rhamdia quelen
- Rhinodoras dorbignyi
- Rhytiodus lauzannei[15]
- Rineloricaria beni
- Rivulus beniensis
- Rivulus punctatus
- Roeboides dispar

## S
- Salminus brasiliensis
- Salmo trutta trutta
- Salvelinus fontinalis
- Salvelinus namaycush
- Satanoperca jurupari
- Satanoperca pappaterra
- Schizodon fasciatus
- Schizodon isognathus
- Scoloplax dicra
- Scoloplax empousa
- Serrapinnus micropterus
- Serrasalmus compressus
- Serrasalmus elongatus
- Serrasalmus hollandi
- Serrasalmus humeralis
- Serrasalmus maculatus
- Serrasalmus rhombeus
- Simpsonichthys filamentosus[16]
- Sorubim elongatus
- Sorubim lima
- Sorubim maniradii
- Sorubimichthys planiceps
- Spatuloricaria evansii
- Squaliforma emarginata
- Steatogenys elegans
- Steindachnerina bimaculata
- Steindachnerina binotata
- Steindachnerina dobula
- Steindachnerina guentheri
- Steindachnerina hypostoma
- Steindachnerina leucisca
- Steindachnerina planiventris
- Stenolicmus sarmientoi
- Sternopygus macrurus
- Stethaprion crenatum
- Synbranchus madeirae
- Synbranchus marmoratus

## T
- Tatia aulopygia
- Thoracocharax stellatus
- Trachydoras microstomus
- Trachydoras paraguayensis
- Trachydoras steindachneri
- Trichomycterus aguarague
- Trichomycterus barbouri
- Trichomycterus borellii
- Trichomycterus chaberti[17]
- Trichomycterus duellmani
- Trichomycterus fassli
- Trichomycterus hasemani
- Trichomycterus rivulatus
- Trichomycterus therma
- Trichomycterus tiraquae
- Tridentopsis pearsoni[18]
- Trigonectes macrophthalmus
- Trigonectes rogoaguae
- Triportheus albus
- Triportheus angulatus
- Tyttobrycon dorsimaculatus
- Tyttobrycon spinosus

## V
- Vandellia balzanii
- Vandellia cirrhosa

## X
- Xenurobrycon polyancistrus

## Z
- Zungaro jahu
- Zungaro zungaro[19]